# Natalie Imbruglia
Natalie Imbruglia (Sydney, 4 februari 1975) is een Australische zangeres en actrice.

## Biografie
Net als enkele andere Australische artiesten (zoals Jason Donovan en Kylie Minogue) speelde Natalie ook twee jaar in de soapserie Neighbours.
In 1997 bracht ze haar eerste nummer Torn, een cover van Ednaswap, uit, als voorbode van haar eerste cd, Left of the Middle. Dit nummer werd een van de best verkopende singles aller tijden in Groot-Brittannië, met meer dan 1 miljoen verkochte exemplaren. Ondanks de grote verkoopcijfers heeft Torn nooit de top van de Britse Hitparade bereikt. In de 'UK radio chart' waarbij naar airplay wordt gekeken haalde Torn wel de hoogste positie, voor 11 weken. Ook bij de 'Billboard Airplay Chart' van de Verenigde Staten stond het nummer veertien weken bovenaan de lijst. In totaal heeft het nummer veel records op de radio verbroken. Het album bevatte nog drie andere commerciële singles, waarvan de tweede single Big Mistake de grootste impact maakte op de Britse hitparade door de tweede plaats te bereiken. Het album heeft het in de Verenigde Staten en in het Verenigd Koninkrijk de top 10 bereikt. In haar thuisland Australië en in Nederland bereikte het album zelfs de eerste plaats. In totaal is het album tussen de 6,5 en de 7,0 miljoen keer verkocht en wordt het als een commercieel succes gezien. Critici waren niet altijd even enthousiast over het album. Natalie werd in enkele professionele recensies een fotogenieke schoonheid genoemd die met behulp van muzikale professionals een indruk op de hitlijsten zou willen maken. Ook werden de overeenkomsten met tijdgenote Alanis Morissette erg zwaar bekritiseerd.
Na een enorm populaire periode volgde stilte rondom Natalie. In 2001 kwam haar tweede cd uit. De cd droeg de titel White lilies island. In totaal bevatte het album drie singles, waarvan er slechts een in de Verenigde Staten uitgebracht werd. De eerste single heette That day en werd niet in de VS uitgebracht. That Day bereikte de elfde plaats in de Engelse hitparade. De grootste hit van het album was Wrong Impression. Dit nummer bereikte in Groot-Brittannië de tiende positie in de hitparade en de 64ste plaats op de Billboard 100 in de Verenigde Staten, waar het de eerste single van het album was. De laatste single Beauty on The Fire haalde de Britse top 20 niet en kwam niet voorbij de 26ste plaats. Het nummer haalde in geen enkele belangrijke hitlijst een opmerkelijke positie. In totaal is White Lilies Island tussen de 1,5 en de 2,0 miljoen keer verkocht. Ondanks de relatief matige verkoopcijfers kreeg het album enkele positieve professionele recensies mee.
In het daaropvolgende jaar waagde ze zich voor het eerst aan acteerwerk op het witte doek, door een rol aan te nemen in Rowan Atkinsons film Johnny English - een knipoog naar de traditionele James Bondfilm, ook naast acteur John Malkovich.
Natalies derde cd Counting Down the Days kwam in 2005 uit, dit album bereikte de eerste plaats in de Britse album-verkoop, zij het slechts voor een week. De eerste single van het album was het midtempolied Shiver. Shiver was een groot succes op de radio en behaalde de achtste positie in de Britse hitparade. Naar schatting heeft de single 0,5 miljoen exemplaren verkocht. Het titelnummer was de tweede single, en was een minder groot succes dan Shiver. Het nummer haalde nergens ter wereld de top 20. Ook de verkoopcijfers van het album vielen uiteindelijk tegen. Er zijn ongeveer 0,8 miljoen exemplaren van het album verkocht. Naast relatief matige verkoopcijfers kreeg het album kritiek te verwerken voor het feit dat Natalie terugkeerde naar haar oorspronkelijke pop geluid, terwijl White Lilies Island juist een bewuste poging leek om dit popgeluid af te weren.
Op 31 december 2003 trouwde Natalie met Daniel Johns, de leadzanger van de Australische band Silverchair. Op 4 januari 2008 maakten Natalie en Daniel in een officieel statement bekend dat ze na 4 jaar huwelijk uit elkaar gaan. De belangrijkste reden is dat ze door hun wederzijdse carrières in verschillende delen van de wereld verbleven (Natalie voornamelijk in Engeland, Daniel voornamelijk in Australië) en daardoor uit elkaar waren gegroeid.
Na een album in 2007, getiteld Glorious: The Singles 1997-2007, met al haar 9 singles tot dan toe en enkele nieuwe nummers, eindigde Natalies platencontract. Ze had namelijk getekend voor vier albums. In oktober 2009 is een nieuwe cd, Come to life, van Natalie uitgekomen, onder haar eigen label. De eerste single van het album heet Want en is mede geschreven door Chris Martin, de zanger van Coldplay. Ook de nummers Lukas en Fun zijn mede door Chris Martin geschreven. Het is niet geheel duidelijk over welke van deze drie nummer Chris Martin het had toen hij het "zijn beste nummer ooit geschreven" noemde, maar de bewering wekte wel veel interesse bij Coldplay-fans. Diverse andere nummers die van het album waren gelekt gaan terug tot 2007, waarbij een volledig instrumentale en een gedeeltelijke studio demo van Scars op internet beland was. Ook het openingsnummer My God en het nummer Apologize waren op internet te beluisteren. De laatstgenoemde track zal niet op het officiële album te vinden zijn en de andere nummers kregen een remix. Een videoclip van het nummer Wild About it, het slotnummer van het album, is uitgebracht als voorproefje van het album.
In juli 2014 tekende Imbruglia bij ICM Partners en er werden plannen gemaakt om haar eerste studioalbum in vijf jaar uit te brengen. Het album Male wordt in juli 2015 uitgebracht, de eerste single Instant Crush, een cover van Daft Punk, kwam uit in april.

## Discografie

### Albums
| Album met eventuele hitnotering(en) in de Nederlandse Album Top 100 | Datum van verschijnen | Datum van binnenkomst | Hoogste positie | Aantal weken | Opmerkingen |
| ------------------------------------------------------------------- | --------------------- | --------------------- | --------------- | ------------ | ----------- |
| Left of the middle                                                  | 1997                  | 10-01-1998            | 1(1wk)          | 47           |             |
| White lilies island                                                 | 2001                  | -                     |                 |              |             |
| Counting down the days                                              | 2005                  | 30-04-2005            | 50              | 4            |             |

| Album met hitnotering(en) in de Vlaamse Ultratop 200 albums | Datum van verschijnen | Datum van binnenkomst | Hoogste positie | Aantal weken | Opmerkingen |
| ----------------------------------------------------------- | --------------------- | --------------------- | --------------- | ------------ | ----------- |
| Left of the middle                                          | 1997                  | 17-01-1998            | 2               | 34           |             |
| Counting down the days                                      | 2005                  | 07-05-2005            | 59              | 6            |             |
| Glorious - The singles 97-07                                | 2007                  | 29-09-2007            | 75              | 2            |             |

### Singles
| Single met eventuele hitnotering(en) in de Nederlandse Top 40 | Datum van verschijnen | Datum van binnenkomst | Hoogste positie | Aantal weken | Opmerkingen |
| ------------------------------------------------------------- | --------------------- | --------------------- | --------------- | ------------ | ----------- |
| Torn                                                          | 1997                  | 27-12-1997            | 2               | 17           | Alarmschijf |
| Big mistake                                                   | 1998                  | 02-05-1998            | 37              | 3            |             |
| Wishing I was there                                           | 1998                  | 27-06-1998            | tip19           | -            |             |
| Wrong impression                                              | 2002                  | 13-04-2002            | tip11           | -            |             |
| Shiver                                                        | 2005                  | 07-05-2005            | tip16           | -            |             |

| Single met hitnotering(en) in de Vlaamse Ultratop 50 | Datum van verschijnen | Datum van binnenkomst | Hoogste positie | Aantal weken | Opmerkingen |
| ---------------------------------------------------- | --------------------- | --------------------- | --------------- | ------------ | ----------- |
| Torn                                                 | 1997                  | 06-12-1997            | 1(7wk)          | 22           |             |
| Big mistake                                          | 1998                  | 28-03-1998            | 19              | 10           |             |
| That day                                             | 2001                  | 03-11-2001            | tip12           | -            |             |
| Wrong impression                                     | 2002                  | 23-02-2002            | tip2            | -            |             |
| Shiver                                               | 2005                  | 30-04-2005            | 30              | 5            |             |
| Glorious                                             | 2007                  | 08-09-2007            | tip10           | -            |             |
| Want                                                 | 2009                  | 03-10-2009            | tip2            | -            |             |

### NPO Radio 2 Top 2000
| Nummer met noteringen in de NPO Radio 2 Top 2000 | '99 | '00 | '01  | '02 | '03  | '04  | '05  | '06  | '07 | '08  | '09-'10 | '11  | '12  | '13  | '14  | '15  | '16  | '17  | '18  |
| ------------------------------------------------ | --- | --- | ---- | --- | ---- | ---- | ---- | ---- | --- | ---- | ------- | ---- | ---- | ---- | ---- | ---- | ---- | ---- | ---- |
| Torn                                             | 497 | 581 | 1273 | 919 | 1012 | 1093 | 1136 | 1518 | -   | 1598 | -       | 2000 | 1249 | 1496 | 1667 | 1520 | 1990 | 1903 | 1712 |

1. ↑  Een '-' betekent dat het nummer niet was genoteerd en een vetgedrukt getal geeft de hoogste notering aan.
2. ↑  Deze tabel is bijgewerkt tot en met de laatste editie (2024).